# Wektory stanu orbitalnego
Wektory stanu orbitalnego (czasem wektory stanu) – wektory położenia {\displaystyle (\mathbf {r} )} i prędkości {\displaystyle (\mathbf {v} ),} które razem z ich czasem (epoka) {\displaystyle (t)} jednoznacznie określają stan orbitującego ciała.
Wektory stanu są bardzo przydatne dla przedstartowych przewidywań orbitalnych, kiedy są połączone z czasem (epoką) wyrażoną względem czasu startu. Dzięki temu wektory stanu są niezależne od bezwzględnego czasu i dobre dla ogólnych przewidywań dotyczących orbity.

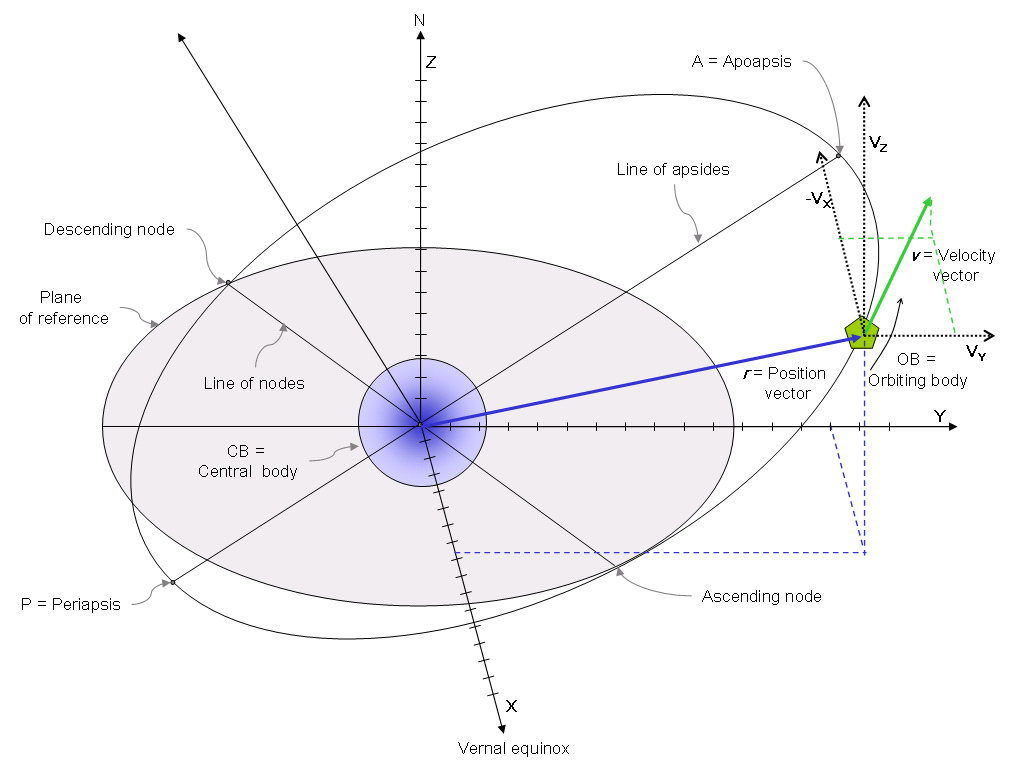
Wektory orbitalnej pozycji i prędkości oraz inne elementy astromechaniki